# Scott (hrabstwo Lincoln)
Scott – miasto w Stanach Zjednoczonych, w stanie Wisconsin, w hrabstwie Lincoln.